# Joan Alsina i Arús
Joan Alsina i Arús (Barcelona, 1872- Castellterçol, 9 de juliol de 1911), fou un arquitecte modernista català.
Junt amb els arquitectes Roc Cot i Cot i Salvador Pedrol i Oller va tenir un despatx professional durant 10 anys al carrer de Boters, fins a la mort de Cot.
Va ser el cap de la Secció Municipal de Parcs i Jardins de l'Ajuntament de Barcelona.
El 1896 va realitzar diversos projectes d'edificis d'aquaris per a ser presentats a l'Exposició de Belles Arts de Barcelona d'aquell any.
Col·laborador de Lluís Domènech i Montaner en la direcció del Grand Hotel de Palma (Mallorca). Fou professor de geometria descriptiva i de composició a l'Escola Superior d'Arquitectura de Barcelona.
Va realitzar els plànols del Palau Güell per a ser presentats a l'exposició de l'arquitecte Antoni Gaudí al Grand Palais de París, el 1910.

## Principals obres

### Barcelona
| Any  | Nom                           | Ubicació                     | Descripció | Estat             | Foto                 |
| ---- | ----------------------------- | ---------------------------- | --- | ----------------- | -------------------- |
| 1901 | Casa Oller                    | Plaça Tetuan, 9              | Edifici modernista entre mitgeres de planta baixa i cinc pisos, construït entre 1900 i 1901. La propietària/promotora fou Francesca Planells Serra, Vídua d'Oller. El va fer en col·laboració amb Salvador Oller Padrol. | Regular           |                      |
| 1905 | Restaurant Pince              | c/ Ferran, 21 - c/ Rauric, 2 | Tradicional restaurant de la ciutat fundat pel francès Jean Pince i la seva esposa en el que va morir al mig d'un sopar el Doctor Robert el 10 d'abril de 1902. Posteriorment, Joan Alsina el va reformar i modernitzar fent-se mereixedor del premi al millor establiment del concurs anual d'edificis artístics de 1905, atorgat per l'Ajuntament de Barcelona. | Desaparegut       | Restaurant Pince     |
| 1904 | Església Sant Antoni de Pàdua | c/ Santaló i Calaf           | Construïda en desaparèixer el Convent de Sant Francesc de Barcelona que estava davant del monument a Colom, on ara està l'edifici del govern militar. Només la façana del carrer Calaf manté alguns elements originals. | Molt transformada | Sant Antoni de Pàdua |

### Igualada
| Any  | Nom                 | Ubicació                  | Descripció | Estat   | Foto                |
| ---- | ------------------- | ------------------------- | --- | ------- | ------------------- |
| 1900 | Casa Francesc Valls | Rambla de Sant Ferran, 48 | Edifici entremitjaneres de planta i tres pisos propietat de Francesc Valls Brufau, del sector tèxtil. | Regular | Casa Francesc Valls |
| 1901 | "A Cal Sabater"     | Rambla de Sant Isidre, 37 | Edifici entremitjaneres de planta i pis propietat de Josep Sabater Duran, adober. El va fer en col·laboració amb Salvador Pedrol i Oller. Destaca la tribuna central decorat amb rajola ceràmica i amb un frontó esglaonat amb l'escut de la família flanquejat amb relleus florals i figures humanes. | Regular | A Cal Sabater       |

### l'Hospitalet de Llobregat
| Any  | Nom             | Ubicació              | Descripció | Estat        | Foto            |
| ---- | --------------- | --------------------- | --- | ------------ | --------------- |
| 1907 | Fàbrica Trinxet | c/ Santa Eulàlia, 212 | La fàbrica va ser propietat d'Avel·lí Trinxet, propietari de la Casa Trinxet (Barcelona, 1904) obra de Puig i Cadafalch enderrocada l'any 1965. Actualment l'espai de la fàbrica ha estat recuperat per a altres serveis residencials i d'equipaments, mantenint-se una part de la construcció modernista. | Transformada | Fàbrica Trinxet |